# 田村正紀
田村正紀（たむら まさのり、1940年1月6日 - ）は、日本の経営学者。神戸大学名誉教授。専門は流通論、マーケティング論。

## 来歴
大阪府大阪市生まれ。1962年大阪市立大学商学部卒。
1966年神戸大学大学院経営学研究科博士課程中退後、神戸大学経営学部助手、専任講師、助教授、教授。
1992年学部長、2006年定年退官、名誉教授、流通科学大学流通科学研究所教授兼所長、同志社大学特別客員教授。
1974年「マーケティング行動体系の構造発生・維持過程の研究」で神戸大学から商学博士の学位を取得。
1986年『日本型流通システム』で日経・経済図書文化賞受賞。
1996年日本商業学会会長。2018年秋の叙勲で瑞宝中綬章を受章。指導学生に山下貴子同志社大学教授など。

## 著書
- 『マーケティング行動体系論』千倉書房 1971
- 『消費者行動分析』白桃書房 現代経営学全集 1972
- 『小売市場構造と価格行動 食品小売競争の実証分析』千倉書房 1975
- 『現代の流通システムと消費者行動 構造転換にどう対応するか』日本経済新聞社 1976
- 『大型店問題 大型店紛争と中小小売商業近代化』千倉書房 1981
- 『流通産業-大転換の時代 あすの飛躍めざす戦略経営』日本経済新聞社 1982
- 『日本型流通システム』千倉書房 1986
- 『現代の市場戦略 マーケティング・イノベーションへの挑戦』日本経済新聞社 1989
- 『マーケティング力 大量集中から機動集中へ』千倉書房 1996
- 『マーケティングの知識』日本経済新聞社 日経文庫 1998
- 『機動営業力 スピード時代の市場戦略』日本経済新聞社 1999
- 『マーケティング論』放送大学教育振興会 1999
- 『流通原理』千倉書房 2001
- 『先端流通産業 日本と世界』千倉書房 2004
- 『バリュー消費 「欲ばりな消費集団」の行動原理』日本経済新聞社 2006
- 『リサーチ・デザイン 経営知識創造の基本技術』白桃書房 2006
- 『業態の盛衰 現代流通の激流』千倉書房 2008
- 『立地創造 イノベータ行動と商業中心地の興亡』白桃書房 2008
- 『マーケティング・メトリクス 市場創造のための生きた指標ガイド』日本経済新聞出版社 2010
- 『消費者の歴史 江戸から現代まで』千倉書房 2011
- 『ブランドの誕生 地域ブランド化実現への道筋』千倉書房 2011
- 『旅の根源史 映し出される人間欲望の変遷』千倉書房 2013
- 『セブン-イレブンの足跡 持続成長メカニズムを探る』千倉書房 2014
- 『経営事例の質的比較分析 スモールデータで因果を探る』白桃書房 2015
- 『経営事例の物語分析 企業盛衰のダイナミクスをつかむ』白桃書房 2016
- 『流通モード進化論』千倉書房 2019
- 『因果過程追跡の基礎 : 経営革新事例の即応研究法』白桃書房 2023

### 共編著
- 『商業論』鈴木安昭共著 有斐閣新書 1980
- 『日本流通研究の展望』石原武政共編 千倉書房 1984
- 『日本の組織 戦略と形態 第8巻 消費文化のインターフェース 流通と販売の組織』石原武政共著 第一法規出版 1989
- 『ヤング・スクリーム 若者消費のキーワードを読む』ファースト・ヤング研究会共著 PHP研究所 1990
- 『マーケティング研究の新地平 理論・実証・方法』石井淳蔵,石原武政共編著 千倉書房 1993
- 『金融リテール改革 サービス・マーケティング・アプローチ』編著 千倉書房 2002
- 『観光地のアメニティ 何が観光客を引きつけるか』編著 大津正和,島津望,橋元理恵著 白桃書房 2012

### 翻訳
- ルイス・P.バックリン『流通経路構造論』千倉書房 1977
- オルダースン『動態的マーケティング行動 マーケティングの機能主義理論』共訳 千倉書房 マーケティング名著翻訳シリーズ 1981

## 論文
- <田村正紀